# Ceratocolax mykternastes
Ceratocolax mykternastes is een eenoogkreeftjessoort uit de familie van de Bomolochidae. De wetenschappelijke naam van de soort is voor het eerst geldig gepubliceerd in 1981 door Cressey.